# سنگ‌نگاره یادبود اونتاش ناپیریشا
سنگ‌نگاره یادبود اونتاش ناپیریشا از آثار باستانی دوره ایلام است. بر روی این سنگ نگاره باستانی نقش زنی حک شده‌است که دم ماهی دارد و مارهایی را در دستان خود گرفته‌است. در بالای تصویر کامل این سنگ نگاره، کاهنه‌های معبد در حال عبور هستند. جنس این سنگ نگاره از ماسه سنگ است. این اثر که مربوط به دوره ایلامی میانه و دودمان ایگی هالکید است، مربوط به ۱۳۴۰ تا ۱۳۰۰ پیش از میلاد است. این یادبود در سدهٔ دوازده پیش از میلاد از چغازنبیل به شوش آورده‌شده و هم‌اینک در موزه لوور قرار دارد.